# HMS Bristol (1910)
HMS Bristol (Корабль Его Величества «Бристоль») — британский бронепалубный крейсер одноимённого типа. «Бристоль» был построен на верфи компании «Джон Браун» (англ. John Brown & Company) в Клайдбанке. В мае 1920 года «Бристоль» исключили из списков флота.

## Служба
Сразу после вступления в строй HMS Bristol входил в состав Гранд-Флита. 22 декабря 1912 года сел на мель в заливе Плимут-Саунд. В начале Первой мировой войны был отправлен в Южную Атлантику для участия в уничтожении эскадры адмирала Шпее, но не успел к сражению у Фолклендских островов. 8 декабря 1914 года захватил в районе Фолклендов германский транспорт «Македония». До конца 1914 года оставался в южноамериканских водах, участвуя в поисках немецкого крейсера «Дрезден». В начале 1915 года был отправлен на Средиземное море. В 1916—1917 годах действовал в Адриатическом море. Вернулся в Южную Атлантику в 1918 году. В июне 1919 года был выведен в резерв и поставлен в Портсмуте.